# Brie (regio)

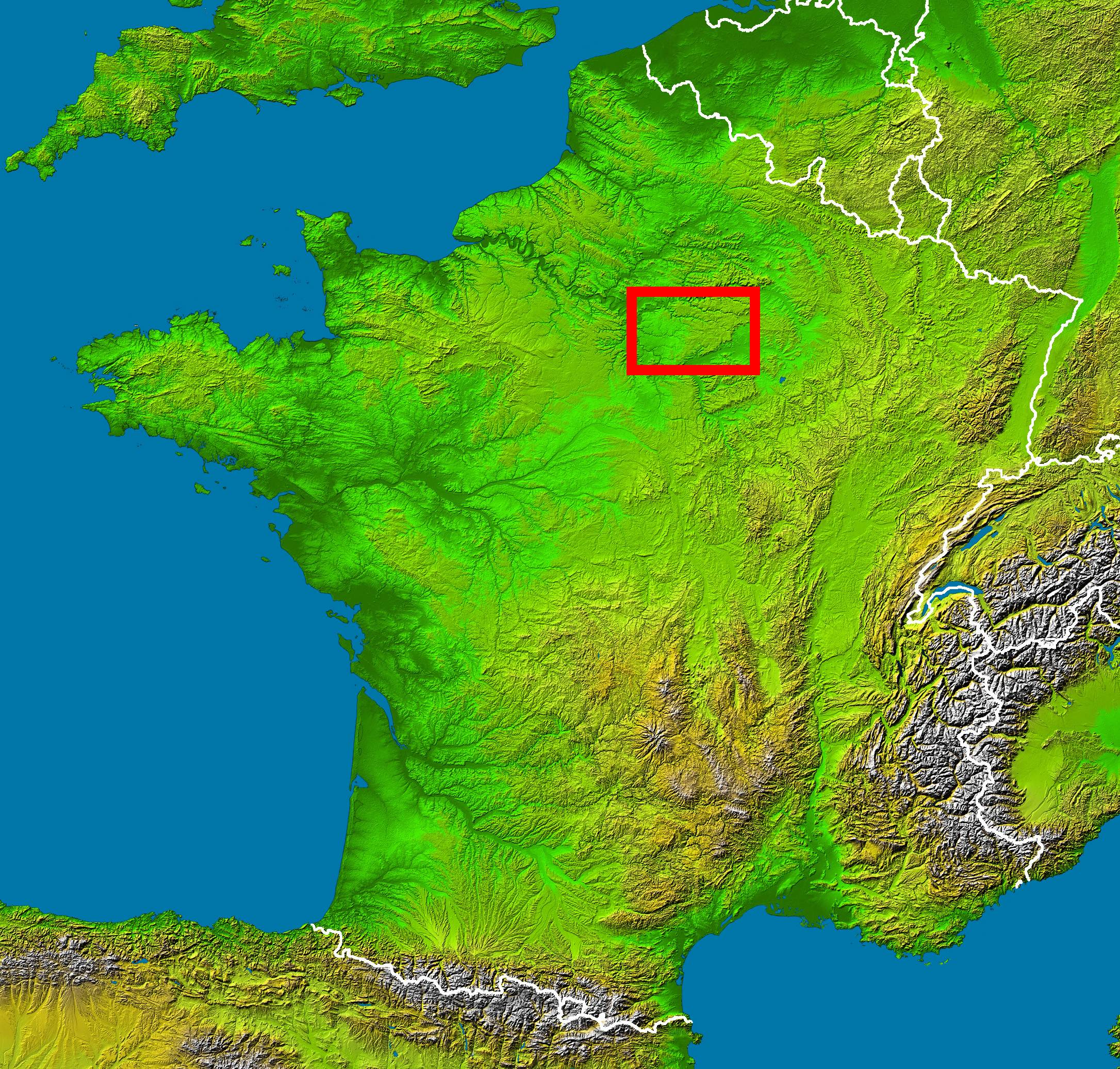
Regio Brie op de kaart van Frankrijk

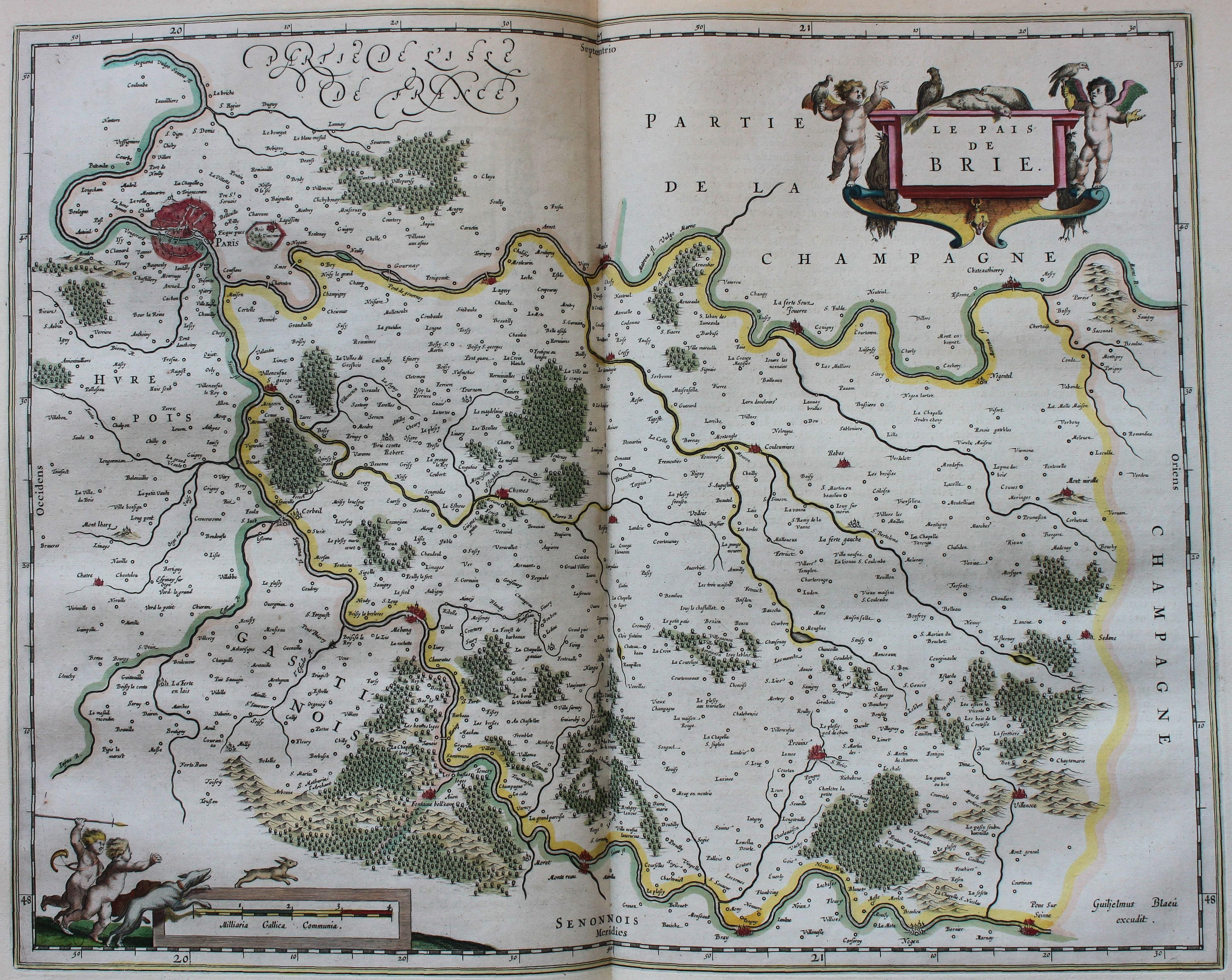
De Brie in 1659

De Brie is een région naturelle in Frankrijk en een onderdeel van het Bekken van Parijs.
De streek ligt ten oosten van het Île-de-France en wordt in het noorden door de Marne begrensd en in het zuiden door de Seine. Het landschap ligt in het oostelijke deel tot ongeveer 200 m boven zeeniveau en wordt als de Côte de l'Île-de-France aangeduid. Er wordt landbouw bedreven en er liggen en bossen. De bodem bestaat er vooral uit mergel en kalksteen. Het gebied grenst aan de Champagne.
De streek komt qua oppervlakte ongeveer overeen met het huidige departement Seine-et-Marne en beslaat het grootste deel van dit departement, maar ook enkele gemeenten in de departement Aisne, Marne, Essonne, Val-de-Marne en Seine-Saint-Denis.  De regio wordt door drie riviertjes doorsneden: de Petit Morin, de Grand Morin en de Aubetin, een zijrivier van de Grand Morin.
Belangrijke plaatsen in de regio zijn Brie-Comte-Robert, Château-Thierry, Coulommiers, Meaux, Melun, Provins en Lagny-sur-Marne.
De kaassoort Brie komt van oorsprong uit deze regio en is er naar genoemd.

## Toponiem
Een eerste vermelding van de naam dateert uit 632: "situm in Briegio super flviolum Alba".
De naam "Brie" wordt verwezen in de naam van verschillende (voormalige) gemeenten en plaatsen in de streek.
In het departement Aisne:
Baulne-en-Brie,
Condé-en-Brie,
Fontenelle-en-Brie,
Marchais-en-Brie en
Dhuys et Morin-en-Brie.
In het departement Marne:
Loisy-en-Brie en
Mareuil-en-Brie
In het departement Seine-et-Marne:
Armentières-en-Brie,
Augers-en-Brie,
Bernay-en-Brie,
Chailly-en-Brie,
Chanteloup-en-Brie,
Le Châtelet-en-Brie,
Chaumes-en-Brie,
Choisy-en-Brie,
Crécy-en-Brie,
Crèvecœur-en-Brie,
La Croix-en-Brie,
Ferrières-en-Brie,
La Houssaye-en-Brie,
Laval-en-Brie,
Leudon-en-Brie,
Liverdy-en-Brie,
Maisoncelles-en-Brie,
Marles-en-Brie,
Marolles-en-Brie,
Neufmoutiers-en-Brie,
Presles-en-Brie,
Reuil-en-Brie,
Roissy-en-Brie,
Rozay-en-Brie,
Saint-Just-en-Brie,
Saint-Mars-en-Brie,
Saint-Ouen-en-Brie,
Soignolles-en-Brie,
Tournan-en-Brie,
Valence-en-Brie en
Vaudoy-en-Brie.
In het departement Val-de-Marne:
Marolles-en-Brie,
La Queue-en-Brie en
Sucy-en-Brie.